# Ride on time (MAXの曲)
「Ride on time」（ライド・オン・タイム）はMAXの10枚目のシングルである。1998年7月22日発売。

## 概要
- 前作に引き続き、横山輝一を起用したラテン系ダンスナンバー第2弾。
- 後に横山自身がアルバム『ARTIST'S PROOF』（2003年）で「Ride on time」をセルフカバーし、MAXもコーラスで参加している。
- カップリング曲の「DON'T YOU LOVE ME」はVIRGINELLE「DON'T YOU LOVE ME」のカバー。
- 第40回日本レコード大賞「優秀作品賞」受賞曲である。
- 第49回NHK紅白歌合戦で披露された曲である。

## 収録曲
1. Ride on time
作詞：松井五郎 / 作曲・編曲：横山輝一
2. DON'T YOU LOVE ME
作詞：鈴木計見 / 作曲：GROOVE SURFERS / 編曲：星野靖彦
3. Ride on time (Original Karaoke)
4. DON'T YOU LOVE ME (Original Karaoke)

## タイアップ
Ride on time
テレビ朝日系月曜ドラマ・イン「スウィートデビル」エンディングテーマ
トヨタ自動車『ルーミー』CMソング（2025年6月、自身出演）
DON'T YOU LOVE ME
テレビ朝日系月曜ドラマ・イン「スウィートデビル」オープニングテーマ

## 収録アルバム
Ride on time
- MAXIMUM GROOVE (#12)
- MAXIMUM COLLECTION (#11)
- PRECIOUS COLLECTION 1995-2002 (Disc-1 #10)
- MAXIMUM PERFECT BEST (Disc-1 #1)
- SUPER EUROBEAT presents HYPER EURO MAX (#12, Eurobeat Mix)
- MAXIMUM TRANCE (#4, LOVE MACHINE MIX)
- NEW EDITION 〜MAXIMUM HITS〜 (#1, eighteen degrees. MIX)
- NEW EDITION II 〜MAXIMUM HITS〜 (#12, 2019 Mix)

DONT YOU LOVE ME
- MAXIMUM GROOVE (#13)